# Панђин
Панђин (盘锦) град је Кини у покрајини Љаонинг. Према процени из 2009. у граду је живело 671.389 становника.

## Становништво
Према процени, у граду је 2009. живело 671.389 становника.
| 1990.   | 2000.   | 2009    |
| ------- | ------- | ------- |
| 428.314 | 556.539 | 671.389 |